# Сін Хвейна
Сін Хвейна  (кит.: 邢 慧娜, 25 лютого 1984) — китайська легкоатлетка, олімпійська чемпіонка.

## Виступи на Олімпіадах
| Олімпіада  | Дисципліна           | Місце |
| ---------- | -------------------- | ----- |
| Афіни 2004 | біг на 5000 метрів   | 9     |
| Афіни 2004 | біг на 10 000 метрів | 1     |